# Eyolf Mattsson

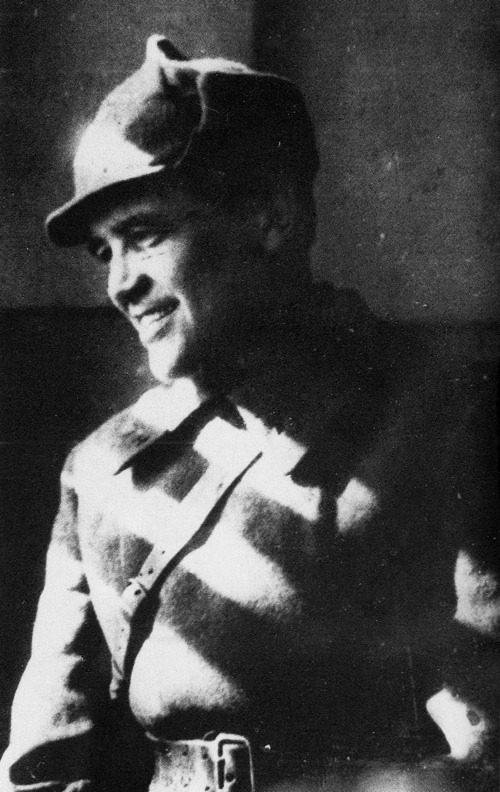
Eyolf Mattsson.

Eyolf Georg Mattsson, även Mattson-Ignaeus, född 22 mars 1897 i Sagu i Storfurstendömet Finland, död 25 maj 1965 i Krasnokamsk i Sovjetunionen, var en sovjetisk general.

## Biografi
Mattssons far var bankdirektör. Mattsson studerade vid Tekniska högskolan i Helsingfors och blev radikal 1917. Efter revolutionen fick han i januari 1918 arbete vid betalningskontoret vid folkdelegationens finansavdelning. Han öppnade bankvalvet på Finlands Bank för revolutionärerna och åtalades i sin utevaro efter de vitas seger för bankrån. Under slaget om Viborg hjälpte han till med evakueringen av flyktingar till Petrograd, dit han själv flydde den 26 april. I juni 1918 deltog han i en officersutbildning i Moskva tillsammans med Toivo Antikainen. Han anslöt sig till bolsjevikpartiet och blev utbildningsofficer vid de finskspråkiga officerskurserna i Petrograd. 1919 blev Mattsson bataljonschef vid finska regementet och stred i Karelen mot Vita armén under ryska inbördeskriget. För sina insatser där tilldelades han Röda fanans orden. På hösten 1919 deltog han i försvaret av Petrograd mot Judenitjs trupper.
1920—1922 studerade Mattsson vid Röda arméns militärhögskola (senare M.V. Frunze militärhögskola) i Moskva. Under den tiden uppdrogs Mattsson personligen av Lenin att eskortera John Reeds änka ut ur Ryssland. Efter examen blev Mattsson kompanichef för gränstrupperna på Karelska näset och blev 1924 regementschef i Vitryssland. 1925—1928 var han kommendant för Karelska jägarbataljonen (senare Karelska jägarbrigaden). Mattsson var drivande bakom jägarbataljonens utformning och hämtade inspiration från de preussiska jägarsoldaterna. På grund av missnöje mot Mattsson från de ryska officerarnas sida förflyttades han 1928 till Novgorod och blev sedan avdelningschef inom vitryska militärområdet. När han återkom till Karelen 1931 upptogs han i karelska distriktskommittén och utnämndes ånyo till jägarbrigadens kommendant. 1934 skildes han från sin tjänst vid brigaden och blev befälhavare för en infanteridivision inom Volgas militärområde. 1936 anställdes han vid M.V. Frunze militärhögskola och befordrades till brigadchef.
Under den stora utrensningen gjorde sig Mattsson obekväm då han som lärare uttalade sina politiska åsikter. Flera av hans kolleger hade utrensats, inklusive Michail Tuchatjevskij. Han greps 1937 och dömdes för spioneri och kontrarevolutionär verksamhet till tio års straffarbete. Han avtjänade domen i arbetsläger i Kazakstan och Krasnojarsk. Efter frigivningen var Mattsson byggarbetare i Norilsk och arbetade sedan inom oljeindustrin i Krasnokamsk. 1957 frikändes han från sin avtjänade dom och återupptogs i kommunistpartiet. Han tilldelades pension och överstes titel i reserven. I Finland hade han redan dödförklarats, varför han inte beviljades visum för inresa.  

## Utmärkelser
- Röda fanans orden,  1919[2]

[Redigera Wikidata]